# Raja microocellata
Espèce
Synonymes
- Raia microocellata Montagu, 1818

Statut de conservation UICN

 NT  : Quasi menacé
La raie mêlée (Raja microocellata) est une espèce de raies. Elle se rencontre sur les fonds sableux des côtes de l'Atlantique nord-est. 

## Dénominations
Raja microocellata a été décrite pour la première fois par le soldat et naturaliste anglais George Montagu (1753-1815) dans un article publié à titre posthume en 1818, la localité type étant la côte sud du Devon. L'épithète spécifique microocellatus signifie "petit œil" et fait référence à la taille des yeux de cette raie.
La raie mêlée est localement appelée rea roannès à Morlaix, raie froide à Douarnenez et Concarneau, raie boulonnaise à Concarneau, raie baveuse au Croisic, raie pissouse à Saint-Gilles-Croix-de-Vie et ikara à Bayonne.

## Caractéristiques

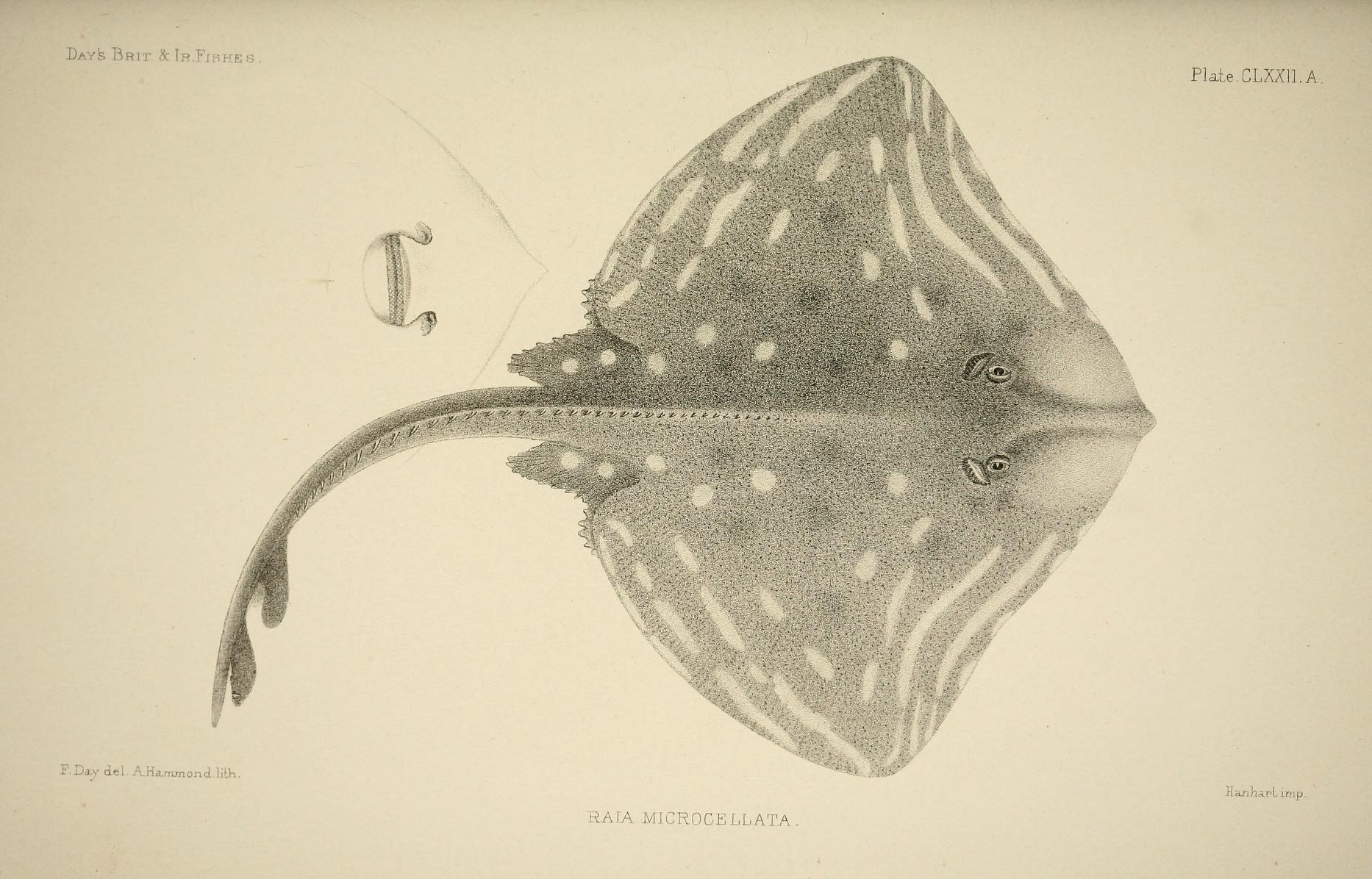
Illustration d'une raie mêlée dans l'ouvrage The fishes of Great Britain and Ireland de Francis Day, 1880.

La raie mêlée possède un corps en forme de losange, avec des nageoires pectorales arrondies. La tête présente un museau court et pointu, et deux petits yeux rapprochés. La queue est plus petite que le corps, dénuée d'aiguillon et terminée par deux petites nageoires dorsales.
Cette raie est gris-olive à brun clair. Elle présente des taches blanches au milieu des ailes et des bandes blanches le long des bords de celles-ci, l'intensité de ces marques variant selon les individus.
Elle mesure jusqu'à 90 cm de long et pèse environ 4,5 kg.

## Écologie et comportement

### Alimentation
Les raies mêlées juvéniles se nourrissent essentiellement de petits crustacés et de bivalves. Elles consomment ensuite des crabes et des crevettes, puis adultes se nourrissent principalement de poissons.

### Reproduction
La raie mêlée est ovipare : la femelle pond une soixantaine d'oothèques par an, dans lesquelles les juvéniles incubent durant 7 mois. A sa naissance, il mesure 10 à 13 cm.

## Habitat et répartition
On la trouve sur les fonds sableux près des côtes, jusqu'à 100 m de profondeur. 
La raie mêlée se rencontre en Atlantique Nord-Est, du nord des Îles Britanniques jusqu’au Sahara Occidental.
On la trouve notamment en mer d’Irlande, en mer Celtique et dans le golfe de Gascogne. Elle est également commune dans le canal de Bristol,.

## La raie mêlée et l'humain
La raie mêlée n'est pas pêchée volontairement mais est capturée en tant que prise accessoire par les chaluts de fond.
L'état actuel des populations est mal connu.